# Carl Fredrik Geijer
Carl Fredrik Geijer, född 12 mars 1784 i Ransäters församling, Värmlands län, död 2 februari 1853 i Sankt Nikolai församling, Stockholms stad, var en svensk bruksägare och politiker.

## Biografi
Carl Fredrik Geijer föddes 1784 på Ransäters bruk i Ransäters socken. Han var son till bruksägaren Bengt Gustaf Geijer och Ulrika Magdalena Geisler. Geijer blev 1802 student vid Uppsala universitet och blev 1805 revisor vid kammarrätten. Han var från 1808 till 1830 kamrerare vid Frimurarbarnhuset och från 1830 till 1845 kamrerare vid Järnkontoret. Geijer var riksdagsledamot för borgarståndet i Bergsbrukens tredje valdistrikt vid riksdagen 1840–1841 och riksdagen 1844–1845. Han var liberal och bruksägare Geijer avled 1853 i Stockholm.

### Familj
Geijer gifte sig 1812 med Sofia Agneta Lagerlöf.